# Zygzak (singel)
Zygzak – singel Ekipy Friza oraz rapera Jacusia z debiutanckiego albumu studyjnego Sezon 3. Singel został wydany 27 maja 2021. Tekst utworu został napisany przez Ekipę Friza oraz Jacusia.
Nagranie uzyskało w Polsce status diamentowej płyty w 2023 roku.
Singel zdobył ponad 66 milionów wyświetleń w serwisie YouTube (2023) oraz ponad 32 milionów odsłuchań w serwisie Spotify (2023).
Teledysk do klipu był kręcony w parku rozrywki Energylandia w Zatorze.

## Nagrywanie
Utwór został wyprodukowany również przez Jacusia. Tekst do utworu został napisany przez Ekipę Friza oraz Jacusia.

## Twórcy
- Ekipa Friza, Jacuś – słowa[1]
- Ekipa Friza, Jacuś – tekst[1][2]
- Jacuś – produkcja[1]

## Certyfikaty
| Kraj          | Certyfikat       |
| ------------- | ---------------- |
| Polska (ZPAV) | diamentowa płyta |